# クロサワテツ
クロサワ テツ（くろさわ てつ）は、日本のイラストレーターである。

## 経歴
元ゲーム会社に勤務し、背景とキャラクターグラフィックを担当。
2011年よりフリーランスのイラストレーターとして活動中。

## 作品リスト

### ゲーム（メインスタッフのみ）
- 円卓の生徒 The Eternal Legend（PSP）(角川ゲームス/EXP)- パッケージイラスト
- デモンゲイズ（PS Vita）（角川ゲームス/EXP）- イラスト、キャラクターデザイン
- デモンゲイズ（PS Vita）グローバルエディション（角川ゲームス/EXP）- パッケージイラスト
- 迷宮クロスブラッド インフィニティ Ultimate（PS Vita）（MAGES./EXP）- パッケージイラスト
- 東京新世録 オペレーションアビス (PS Vita)（MAGES./EXP）- キャラクターデザイン
- 東京新世録 オペレーションバベル (PS Vita)（MAGES./EXP）- キャラクターデザイン
- 勇者死す。(PS Vita)（株式会社日本一ソフトウェア） - キャラクターデザイン・イラスト
- デモンゲイズ2（PS Vita）（角川ゲームス/EXP）- イラスト、キャラクターデザイン

### ゲーム
- jubeat (コナミアミューズメント) - Welcome to the Mosh Pit イラスト
- ファンタジーアースゼロ（SQEX/GAMEPOT）- イラスト、デザイン画
- レイギガント (株式会社バンダイナムコエンターテインメント)【モンスターデザイン】
- ロード・オブ・ヴァーミリオン・アリーナ（株式会社スクウェア・エニックス）
- 歌組み575（セガ）イラスト
- 刀剣乱舞 Online  キャラクターデザイン　(水心子正秀)

### イラスト集
- 勇者死す。公式アートブック（一二三書房） ISBN：978-4-89199-383-2

### アニメ
- 魔法少女大戦 - Episode2 静岡県 - キャラクター原案、シナリオ協力

### 小説の表紙・挿絵
- 烈風の魔札使と召喚戦争（著：森田季節/オーバーラップ文庫）シリーズ
- 絶滅危惧種の左眼竜王＜レッドデータ・ドラゴンロード＞シリーズ（著：千月さかき/HJ文庫）
- かくて聖獣＜ユニコーン＞は乙女と謳う1（著：陸 理明/オーバーラップ文庫）
- ライトノベル作家のための「魔法事典」（星雲社）
- セイヴァーズ=ガーデンI 〜Age of grounD〜（著：十本スイ・「理想郷」Project/オーバーラップ文庫）
- このダンジョンの設計者は元勇者です（著：柄本和昭/ブレイブ文庫）
- 異世界召喚されたら無能と言われ追い出されました。 〜この世界は俺にとってイージーモードでした〜（著：WING/アルファポリス）

### カード等のイラスト
- アルテイルNEO（コアエッジ）
- アルテイルII（GPコアエッジ）
- 魔法少女大戦クロニクル（2.5次元てれび） - （静岡県 浅間まつり）
- 戦国大戦（SEGA）
- 戦国大戦TCG （株式会社セガゲームス）
- 戦国大戦 1477-1615 日ノ本 一統への軍記　（株式会社セガ・インタラクティブ）
- 三国志大戦TCG（セガ）
- 戦国IXA（SQEX）
- ラストクロニクル（株式会社ホビージャパン）
- チェインクロニクル （セガ）
- LORD of VERMILION 煉（SQEX）
- アルテイルII（コアエッジ）

- ファイアーエムブレム0（任天堂/インテリジェントシステムズ）
- WIXOSS -ウィクロス-（株式会社タカラトミー）
- CODE OF JOKER（株式会社セガ・インタラクティブ）

### ジャケットアート
- デモンゲイズ・オリジナル・サウンドトラック (2013)